# 木挽山 (富山県)
木挽山（こびきやま）は、富山県富山市にある山。標高は2,301m。中部山岳国立公園内にある。

## 特徴
越中沢岳の東側に派生する立山連峰の支尾根にあるピークで、縦走路から4kmほど外れており、登山道もないので立山連峰のピークとしては知名度が低い。
山頂は二等三角点「布引谷」があり、付近の窪地に池が見られる。岩壁に隣接していて遮るものがないので、周囲の展望が良い。また、山頂南側は下ノ黒ビンガという大岩壁である。
山名はかつて山中で樹木を伐採し火を挽いたことによる。
木挽山の周辺には地理院地図非掲載の山として、標高2470mの奥木挽山と標高2482mの元木挽山があり、いずれも三角点はないが、木挽山より標高が高くピークとしての独立性も高い。

## 登山
登山道はなく周囲を黒部峡谷の岩壁に囲まれている為、越中沢岳から岩稜を詰めることになる。近年の登山記録がなく富山県では最も僻遠の山の一つと言える。